# John Shrapnel
John Shrapnel (Birmingham, 27 april 1942 – Londen, 14 februari 2020) was een Engelse acteur.
Als toneelspeler was hij verbonden aan het Royal National Theatre en de Royal Shakespeare Company. Hij trad op voor film en televisie onder andere in Elizabeth R, Z Cars, Edward and Mrs. Simpson, 101 Dalmatians, Mirrors, The Awakening, Inspector Morse, Wycliffe, Foyle's War, Inspector Lynley Mysteries, Midsomer Murders (afleveringen Written in Blood en Death in Chorus) en The Palace.
Hij was te zien in drie episodes van de BBC televisie Shakespeare afleveringen en als Creon in 1984 in de afleveringen van Sophocles. In de Verenigde Staten speelde hij de rol van Senator Gaius in Gladiator en Nestor in Troy.
Hij was de schoonzoon van Deborah Kerr door zijn huwelijk in 1975 met haar jongste dochter Francesca Ann Bartley. Zij hadden drie zoons, de acteurs Lex (1979) en Tom Shrapnel (1981), en schrijver Joe Shrapnel (1976).